# Берченко Євгенія Василівна
Євге́нія Васи́лівна Берченко — (* 8 квітня 1884 за іншими даними 1889 Харків, Харківська губернія, Російська імперія — † після 1934) — українська мистецтвознавець, культуролог, колекціонерка.

## Життєпис
Народилась у Харкові 8 квітня 1884 року. Учениця професора Федора Шміта. Закінчила Харківську німецьку гімназію у 1905 році, Харківський університет у 1915 році. У 1909–10 роках слухачка Єнського університету, працювала на педагогічному семінарі професора Рейна. До 1917 вчителювала, читала лекції в Центральному історико-художньому музеї, працювала в Музеї дитячої художньої творчості.
Від 1925 року — науковий співробітник кафедри історії української культури у Харківському інституті народної освіти, 1927–33 роках — працювала у Харківському музеї українського мистецтва, одночасно від 1930 року — науковий співробітник науково-дослідної кафедри мистецтвознавства при Інституті матеріальної.
Досліджувала орнаменталістику, зокрема настінний розпис українських хат. Першою дослідила петриківський розпис. Була організатором виставок колекцій настінного малювання в Ленінграді у 1928 році, на яких представила малюнки-оригінали з сіл Криворізької, Катеринославської та Кременчуцької округ. Розписи було виконано рослинними, аніліновими фарбами, золотом, сріблом, бронзою, глиною.
Окремо виставлявся петриківський розписи на папері, якими обклеювали частину стін та розвішували як рушники. У 1928 році на засіданні Етнографічного відділу України у ДРМ в Ленінграді прочитала лекцію «Як збирати матеріал до стінних розписів» (опубліковано у часописі «Мистецтвознавство», 1928 року). У 1930 році публікує роботу «Настінне малювання українських хат та господарських будівель при них. Зошит 1. Дніпропетровщина». 
Репресована 1934 року. Подальша доля невідома.

## Вибрані роботи
- Лінійна композиція та узорні схеми в орнаменті деяких українських килимів // Наук. зб. Харків. наук.-дослідчої катедри історії укр. культури. Ч. 2–3. Х., 1926
- Про настінні розписи українських хат на Катеринославщині // Там само. Ч. 7. Х., 1927;
- Выставка украинской народной живописи (росписи хат) // Гос. ин-т истории искусств: Секция изучения крестьян. искусства социол. ком-та. Ленинград, 1928 (рос.)
- Настінне малювання українських хат та господарських будівель при них. Зошит 1. Дніпропетровщина. Х.; К., 1930.
- Берченко Є. В. Настінне малювання українських хат та господарських будівель при них. Зошит 1. Дніпропетровщина / Є. В. Берченко. – Харків ; Київ : Держ. вид-во України, 1930. – 41 с. [Архівовано 21 лютого 2019 у Wayback Machine.]